# Renat Yanbáyev
Renat Rudólfovich Yanbáyev (Ruso: Ренат Рудольфович Янбаев) (Noguinsk, Rusia, Unión Soviética, 7 de abril de 1984) es un futbolista ruso. Juega de defensa y su actual equipo es el FC Znamya Noginsk.

## Selección nacional
Ha sido internacional con la selección de fútbol de Rusia, con la que debutó en 2008.

### Participaciones en Eurocopas
| Eurocopa      | Sede            | Resultado |
| ------------- | --------------- | --------- |
| Eurocopa 2008 | Austria y Suiza | Semifinal |

## Clubes
| Club                     | País  | Año       |
| ------------------------ | ----- | --------- |
| FC Anzhi Majachkalá      | Rusia | 2003      |
| PFC CSKA Moscú           | Rusia | 2004      |
| FK Jimki                 | Rusia | 2005      |
| FC Kubán Krasnodar       | Rusia | 2006-2007 |
| FC Lokomotiv Moscú       | Rusia | 2007-2012 |
| FC Zenit San Petersburgo | Rusia | 2012      |
| FC Lokomotiv Moscú       | Rusia | 2013-2017 |
| FC Krasnodar             | Rusia | 2017-2018 |
| FC Znamya Noginsk        | Rusia | 2019-     |